# Casa Aliau
Casa Aliau és una obra de la Sénia (Montsià) inclosa a l'Inventari del Patrimoni Arquitectònic de Catalunya.

## Descripció
Edifici entre mitgeres amb façana principal al c/ Sant Miquel, 25 i façana posterior al c/ Guillermo de Moraguer, 24. Consta de planta i dos pisos. Façana d'arrebossat carreuada, amb la part central del "llit" picada, com a recurs ornamental. A la planta baixa hi ha una porta emmarcada per motllures simulant columnes laterals adossades sobre basament, sostenint una petita cornisa superior. En el 1er pis hi ha una tribuna central de fusta i vidre de secció poligonal, amb la part inferior decorada a base de manises valencianes component dibuixos de caràcter geomètric; en el 2n pis s'obre un balcó aprofitant com a base la tribuna, amb finestra emmarcada per motllura; a l'extrem superior barana de terrat. Murs de maçoneria. La façana posterior és de maçoneria vista, sense arrebossar i no té cap interès.

## Història
A la façana principal, a sobre de la porta, hi ha gravada la data de 1932.